# Leah Goldberg
Pour les articles homonymes, voir Goldberg.

"Songs of My Beloved Country" - Draft, handwriting of Leah Goldberg

Leah Goldberg (hébreu : לאה גולדברג), née le 29 mai 1911 à Königsberg, en province de Prusse-Orientale, décédée le 15 janvier 1970 à Jérusalem, est une femme de lettres prolifique écrivant en hébreu ; poétesse, auteure de livres en prose pour les enfants comme pour les adultes, dramaturge, traductrice et spécialiste de littérature, elle est un classique de la littérature israélienne. Elle est issue d'une famille juive originaire de Lituanie.

## Biographie
Léah Goldberg indique deux lieux de naissance différents : en 1956, dans une biographie manuscrite, elle écrit qu'elle est née à Königsberg, mais en remplissant sa fiche d'inscription pour l'Association des auteurs israéliens en 1964, elle mentionne comme lieu de naissance Kaunas en Lituanie. Goldberg étudie aux universités de Kaunas (Lituanie), de Berlin et de Bonn, où elle se spécialise en philosophie et en langues sémitiques. Elle est titulaire d'un doctorat en langues sémitiques de l'Université de Bonn. Sa thèse, soutenue en 1933, portait sur le dialecte samaritain. Après ses études, elle retourne en Lituanie où elle enseigne la littérature au Gymnasium (lycée) hébraïque de Raseiniai. Elle est membre du groupe d'écrivains Patah.
Elle émigre en Palestine mandataire en 1935 où elle adhère au groupe Yahdav des poètes Abraham Shlonsky et Nathan Alterman. La même année, elle publie son premier recueil de poésies intitulé Anneaux de fumée.
L'année suivante, sa mère émigre à son tour et toutes les deux s'installent à Tel Aviv, au numéro 15 de la rue Arnon. Léah Goldberg travaille comme conseillère littéraire pour Habima, le théâtre national, et comme éditrice pour la maison d'édition Sifriat HaPoalim (« Bibliothèque des travailleurs »). En 1940, elle publie son deuxième recueil, Le spic à l'œil vert.
En 1954, elle est nommée chargée de cours en littérature à l'Université hébraïque de Jérusalem. À partir de 1963, elle dirige le département de littérature comparée.
Au cours de l'hiver 1970, elle meurt d'un cancer à l'âge de 59 ans. Elle est enterrée à Jérusalem dans le cimetière Har Hamenouhot.
Leah Goldberg, qui parlait sept langues, a traduit de nombreux ouvrages en hébreu, principalement du russe et de l'italien.

## Style littéraire
Goldberg a un style littéraire moderniste qui superficiellement peut sembler facile. Elle écrit dans un de ses poèmes au sujet de son style : « lucides et transparentes / sont mes images ». Bien qu'elle choisisse parfois d'écrire des poèmes non rimés, plus particulièrement dans sa dernière période, elle attache toujours une grande importance au rythme; de plus, dans ses premiers poèmes, par exemple dans la série de poèmes d'amour intitulée « Les sonnets de Thérèse de Meun », un document imaginaire sur le désir d'amour d'une noble française mariée pour un jeune précepteur, elle adopte des combinaisons de rimes complexes. Elle utilise parfois le style très élaboré du sonnet à treize vers.
Dans sa poésie, elle aborde les thèmes de la solitude et de la rupture de relations, avec des intonations tragiques que certains attribuent à sa propre solitude. Son travail est profondément ancré dans la culture occidentale, par exemple son « Odyssée », et dans la culture juive. Certains de ses poèmes les plus connus ont pour sujet la nature et la nostalgie des paysages de son pays natal. Lorsqu'elle écrit le poème « Parmi les poèmes de la terre que j'ai aimée », la patrie dont elle parle n'est pas Israël comme on pourrait le croire, mais l'Europe Orientale.
« Ma patrie, une terre belle et indigente, 

La Reine n'a pas de toit, le Roi n'a pas de couronne, 

Et il y a sept jours de printemps par an,

Et l'orage et la pluie tout le reste du temps. »

## Littérature pour enfants
Les livres pour enfants de Leah Goldberg, comme par exemple Dira Lehaskir (« Appartement à louer ») sont devenus des classiques de la littérature jeunesse hébraïque.

## Récompenses
Leah Goldberg a reçu le « Prix Ruppin » (1949) et le « Prix Israël de littérature » (1970) (décédée en janvier 1970, elle ne put recevoir le Prix Israël elle-même, et le prix fut remis à  sa mère, Tzila, qui lui survivra 13 ans).

## Hommage
Un timbre postal de valeur faciale de 1,30 shekel, a été émis en son honneur en 1991 par la poste israélienne où elle apparaît, dans le cadre d'une collection, en compagnie de Sara Aharanson et Rachel Blaustein.

## Liste partielle de ses œuvres (en hébreu)

### Poésie
- Taba`ot Ashan (« Anneaux de fumée »); Iachdav, 1935
- Shibolet Yerukat Ha-Ayin (« Le spic à l'œil vert ») ; Dfus Hanakdan, 1940
- Shir Ba-Kefarim (« Chansons dans les villages ») ; Dfus Hanakdan, 1942
- Mi-Beiti Ha-Yashan (« De ma vieille demeure ») ; Sifriat Poalim, 1942
- Al Ha-Prihah (« De la fleur ») ; Sifriat Poalim, 1948
- Ahavat Shimshon (« L'Amour de Samson »); Mikra-Studio, 1952
- Barak Ba-Boker (« La lumière du matin »); Sifriat Poalim, 1955
- Mukdam Ve-Meuhar (« Plus tôt ou plus tard ») ; Sifriat Poalim, 1959
- Im Ha-Laila Ha-Ze (« Cette nuit là ») ; Sifriat Poalim, 1964
- Yalkut Shirim (« Poèmes rassemblés ») ; Iachdav/Writers Association, 1970
- She`erit Ha-Hayim (« Le reste de la vie ») ; Sifriat Poalim, 1971
- Zuta (« Petit ») ; Sifriat Poalim/Hakibbutz Hameuchad, 1981
- Shirim (« Poèmes ») ; Sifriat Poalim, 1986
- At Telchi Ba-Sadeh (« Tu marcheras dans les champs ») ; Sifriat Poalim, 1989
- Mivhar Shirim (« Poèmes choisis ») ; Sifriat Poalim, 1989
- Be-Eretz Ahavati (« Dans mon pays bien-aimé ») ; Sifriat Poalim, 1997

### Romans et divers
- Michtavim Mi-Nesiah Medumah (« Lettres d'un voyage imaginaire ») ; roman ; Davar, 1937 ; Sifriat Poalim, 2007
- Ve-Hu Ha-Or (« Alors vient la Lumière ») ; roman ; Sifriat Poalim, 1946, 1994 ; Hakibbutz Hameuchad, 2005
- Pegisha Im Meshorer (« Rencontre avec un poète ») ; non-fiction ; Sifriat Poalim, 1952
- Ba`alat Ha-Armon (« La Dame du château ») ; pièce de théâtre ; Sifriat Poalim, 1956
- Michtavim Ve-Ioman ( Lettres et journal intime ») ; Massada, 1978
- Mahazot (« Pièces de théâtre ») ; Sifriat Poalim, 1979
- Ketavim (« Œuvres rassemblées ») ; Sifriat Poalim, 1979
- Sipurim (« Histoires ») ; Sifriat Poalim, 1996
- Yomanei Lea Goldberg (« Journaux intimes de Léah Goldberg ») ; Sifriat Poalim, 2005

### Livres pour enfants
- Ha-Orahat Mi-Kineret (« Un visiteur de Kinneret ») ; 1939
- Ha-Ir Ve-Ha-Kfar (« Ville et campagne ») ; 1939
- Dan Ve-Dina Metaylim Be-Tel Aviv (« Dan et Dinah, promenade à Tel-Aviv ») ; Tel Aviv Municipality, 1940
- Gan Ha-Hayot (« Le zoo ») ; Dvir, 1941
- Yedidai Mi-Rechov Arnon (« Mes amis de la rue Arnon ») ; Sifriat Poalim, 1943
- Mah Osot Ha-Ayalot (« Que font les gazelles ») ; Sifriat Poalim, 1944
- Ha-Beivar He-Aliz (« Le joyeux zoo ») ; Twersky, 1947
- Kova Ksamim (« Le chapeau magique ») ; Sifriat Poalim, 2005
- Kach Yashir Olam Tzair (« La chanson d'un nouveau monde ») ; Sifrei Tzabar, 1950
- Be-Eretz Sin (« En terre de Chine ») ; poésie pour enfants; Mikra, 1951
- Nissim Ve-Niflaot (« Des miracles et des miracles ») ; Sifriat Poalim, 1954
- Malkat Sheva Ha-Ktanah (« La petite reine de Saba ») ; Sifrei Tzabar, 1956
- Ayeh Pluto (« Où est Pluto ? ») ; Sifriat Poalim, 1957
- Dirah Leaskir (« Un appartement à louer ») ; Sifriat Hapoalim, 1959 ; 1970
- Ha-Yeled Ha-Ra (« Les mauvais garçons ») ; 1959 ; Tel Aviv, Sifriat Poalim/Hakibbutz Hameuchad, 2005
- Tzrif Katan (« Une petite cabane ») ; Sifriat Poalim, 1959
- Ma`ase Be-Tzayar (« L'histoire d'un peintre ») ; Sifriat Poalim, 1965
- Harpatkah Ba-Midbar (« Les aventures dans le désert ») ; Hakibbutz Hameuchad, 1966
- Ha-Mefuzar Mi-Kfar Azar (« L'enfant distrait de Kefar Azar ») ; Am Oved, 1968
- La-Pilah Yesh Nazelet (« L'éléphante a un rhume ») ; Bronfman, 1975
- Mar Gazmai Ha-Badai (« Monsieur Fibber le conteur ») ; Sifriat Poalim, 1977
- Ve-Culam Haverim (« Et tous sont amis ») ; Sifriat Poalim, 1978
- Shamgar Ha-Nagar (« Shamgar le charpentier ») ; Sifriat Poalim, 1979
- Leket Mi-Shirei Leah Goldberg (« Poèmes sélectionnés de Léah Goldberg ») pour enfants ; Sifriat Poalim, 1998
- Ma`ase Be-Shlosha Egozim (« Un conte de trois noix ») ; Hakibbutz Hameuchad/Sifriat Poalim, 1959, 2007
- Danny Ve-Ha-Tuki (« Danny et le perroquet ») ; The Zionist Confederation, 1980
- Bo'u Ananim (« Venez nuages ») ; Sifriat Poalim, 1982
- Uri (« Oury »), Sifriat Poalim, 1983
- Mor He-Hamor (« L'âne Mor ») ; Sifriat Poalim, 1987
- Mi-Sipurei Mar Kashkash (« Monsieur Kashkash raconte des histoires ») ; Sifriat Poalim, 1987
- Dov Duboni Ben Dubim Metzahtzeah Na`alaim (« Le Nounours cire les chaussures ») ; Sifriat Poalim, 1987
- Aleh Shel Zahav (« Une feuille d'or ») ; Sifriat Poalim, 1988
- Ma Nishkaf Be-Haloni (« Réflexions sur ma fenêtre ») ; Sifriat Poalim, 1989
- Halomotav Shel Melech (« Rêves d'un roi ») ; Sifriat Poalim, 1994
- Mi Ba-Bitan? (« Qui est dans la maison ») ; Sifriat Poalim, 1997
- Sipur Al Yair (« Une histoire sur Yair ») ; Sifriat Poalim/ Hakibbutz Hameuchad, 2006

### Chansons
Plusieurs poèmes de Léah Goldberg ont été mis en musique et chantés par de nombreux chanteurs israéliens tels que Chava Alberstein, Yehudit Ravitz, Nurit Galron, Achinoam Nini, Arik Einstein et Yossi Banai.
- Disque : 1 CD, Phonokol 2005 - chanteurs Yehudit Ravitz, Oshik Levi, Ruti Navon, Arik Lavi, Arik Einstein, Rita, Shemtov Levi, Dani Litani, Nurit Galron, Ofra Haza, « Balagan » (Dana Berger), etc.
- Disque :  2CD ; 2008 ; chanteurs : Arik Einstein, Arik Sinai, Chava Alberstein, Ilanit, Nurit Galron, The Parvarim, Yehudit Ravitz, Achinoam Nini ; code barre : 11251-10933693

## Liste partielle de ses œuvres (en anglais)
- (en) Lea Goldberg (trad. Rachel Tzvia Back), Lea Goldberg : Selected Poetry and Drama, Toby Press, 30 juin 2005, 318 p. (ISBN 1-59264-111-3 et 978-1592641116)
- (en) Lea Goldberg, Light on the rim of a cloud, Didymus Press, 1972 (ASIN B0006CAPKC)
- (en) Lea Goldberg, Little queen of Sheba : A story about new immigrant children in Israel, Union of American Hebrew Congregations, 1959 (ASIN B0007ER0NO)
- (en) Lea Goldberg, On the Blossoming (World Literature in Translation), Routledga, 1er juillet 1992, 74 p. (ISBN 0-8240-0034-X et 978-0824000349)
- (en) Lea Goldberg, Russian literature in the nineteenth century : Essays, Magnes, 1976, 205 p. (ASIN B0000EE0VP)
- (en) Lea Goldberg, Lady of the castle : A dramatic episode in three acts (Modern Hebrew drama), Institute for the Translation of Hebrew Literature, 1974, 95 p. (ASIN B0006CW2YO)
- (en) Lea Goldberg, Room for rent, Ward Ritchie Press, 1972 (ASIN B0006C0V4M)
- (en) Lea Goldberg, Certain aspects of imitation and translation in poetry, Mouton & Co, 1966 (ASIN B0007JT5TG)

## Liste partielle de ses œuvres (en français)
- Lea Goldberg (trad. Bernard Tissier et Livia Parnes, ill. Audrey Bergner), Lea Goldberg : « Monsieur Rêve et Cie », chandeigne, 2006, 55 p. (ISBN 978-2-915540-14-7, lire en ligne) musique : Dori Parnes, chant : Doron Tavori